# Canadian Locomotive Company
Canadian Locomotive Company (CLC)  era una società canadese produttrice di locomotive sita in Kingston, Ontario.

## Storia

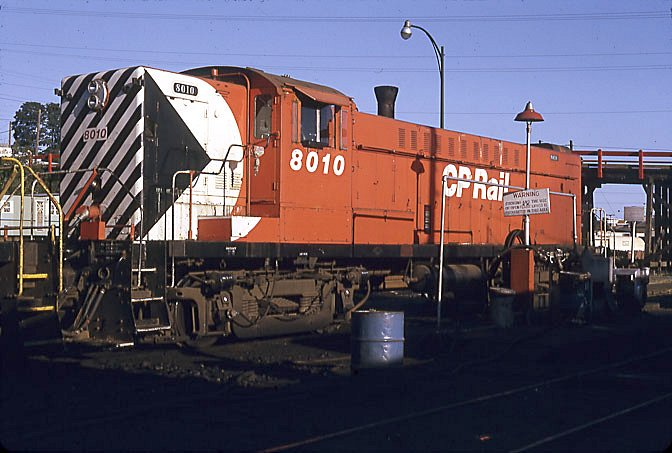
Locomotiva Canadian Locomotive Company in livrea Canadian Pacific Railway

### Premesse
La compagnia trasse le sue origini da una serie di iniziative precedenti e sotto il nome di Ontario Foundry nel 1848, ma dal momento in cui iniziò la costruzione di locomotive prese il nome di Kingston Locomotive Works. La prima locomotiva a vapore uscì dalla fabbrica mercoledì 20 dicembre 1854 e fu la prima delle quattro locomotive acquisite dalla Grand Trunk Railway del Canada. La stessa compagnia ordinò altre 5 locomotive in ottobre e novembre 1856. Venne prodotto un ulteriore quantitativo di oltre una trentina di locomotive entro il 1860, ma in tale anno l'azienda chiuse per fallimento.

### Ricostituzione
Nel 1865 venne fondata la Canadian Engine & Machinery Company che rilevò la compagnia fallita. Tuttavia anch'essa incontrò difficoltà finanziarie a causa della depressione del periodo 1878-1879 e finì in bancarotta.
Nel febbraio 1878 venne tentata una riorganizzazione come Canadian Locomotive and Engine Company Ltd.. Dopo un'ennesima riorganizzazione nel mese di aprile 1881 l'impianto venne ammodernato ed ampliato. Il gruppo di investitori che possedeva la Canadian Pacific Railway aveva una consistente partecipazione azionaria nella proprietà di tale nuova compagnia, ma quando fu necessario reperire fondi per ulteriori interventi per le costruzioni della Canadian Pacific Railway, le loro azioni furono vendute alla Dübs and Company, noto costruttore di locomotive di Glasgow, in Scozia che successivamente ne acquisì il pieno controllo dal 1º gennaio 1888. CL & EC divenne in tal modo uno dei principali fornitori della CPR con circa un terzo delle loro locomotive a vapore costruite nel corso di molti decenni. Tali locomotive "Dübs-boilered" (a caldaia Dübs) ebbero fama di lunga durata e di eccellente robustezza.
Nel gennaio 1900 in seguito alla decisione di ambedue le grandi clienti, Canadian Pacific Railway e Grand Trunk Railway, di costruire in proprio le locomotive, la CL & EC rientrò in gravi difficoltà e finì con il chiudere.

### Nasce Canadian Locomotive Company (CLC)
In seguito alla chiusura per difficoltà economiche un gruppo di nuovi acquirenti ed investitori, nel febbraio 1901 ricostituirono la società come Canadian Locomotive Company Ltd. riavviando, dopo opportuni miglioramenti, la produzione in ragione di una locomotiva a settimana. Una nuova gestione venne istituita nel giugno 1911 ma mantenendo lo stesso nome.
La CLC venne coinvolta nella produzione bellica in ambedue le guerre mondiali per la produzione di armi e munizioni, nonché un gran numero di locomotive costruite per lo sforzo bellico e per la ricostruzione in seguito.
Nonostante la tecnologia del vapore fosse al suo apice negli anni quaranta la produzione iniziò ad essere in calo eccetto che per l'esportazione in Francia, Belgio e India. La Canadian Locomotive cercò di intraprendere una produzione di locomotive Diesel ma mancando di esperienza cercò di stringere accordi con costruttori degli Stati Uniti.

### Periodo delle costruzioni su licenza
.

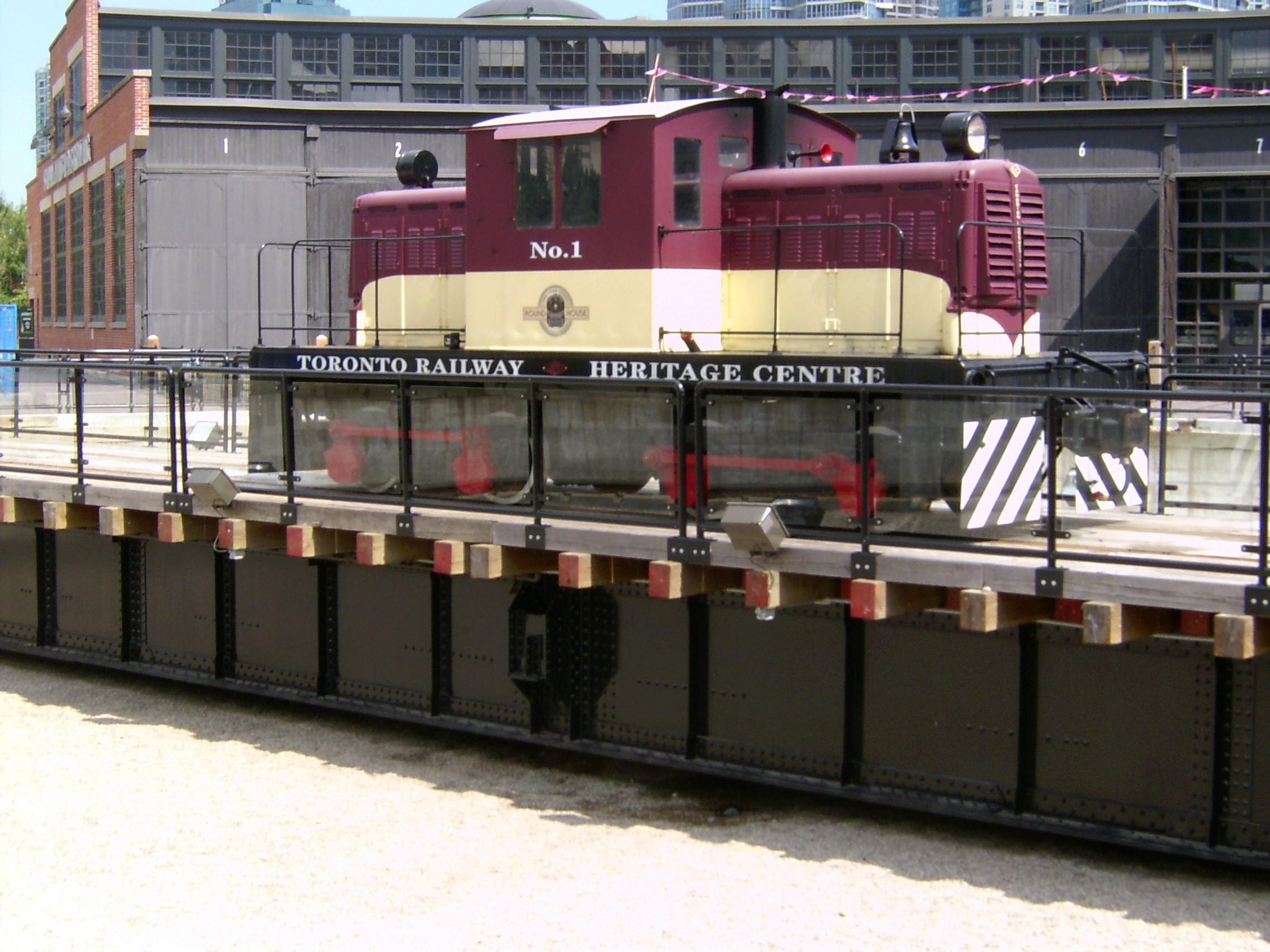
Locomotiva Whitcomb costruita da Canadian Locomotive Company nel 1950; in dotazione al Toronto Railway Museum

Nel 1948 CLC divenne licenziataria canadese della Baldwin Locomotive Works (proprietaria anche della Whitcomb Locomotive Works) in seguito ad una serie di accordi. I risultati di tali accordi non furono all'altezza delle aspettative in quanto le locomotive Whitcomb costruite per la Canadian National Railway con i motori Diesel Sterling manifestarono diversi problemi mentre le ordinazioni per le macchine Baldwin furono modeste.
CLC si rivolse allora alla Fairbanks-Morse, produttore di motori Diesel utilizzati principalmente nel trasporto marittimo che tentava di entrare nel mercato delle locomotive. Le azioni CLC in possesso della Baldwin furono acquistate nel 1950 dalla nuova consociata canadese di Fairbanks-Morse. Le ordinazioni aumentarono, in particolare per i modelli FM H-24-66, ma non poterono farsi spazio nel mercato delle locomotive su licenza ALCO offerte dalle Montreal Locomotive Works o delle EMD su progetto General Motors. Nel 1957, in seguito al crollo delle ordinazioni, Fairbanks-Morse abbandonò il settore locomotive sia in Canada che negli Stati Uniti.
CLC aveva anche cercato sbocchi nel mercato di esportazione, con il coinvolgimento di agenzie governative, con piccole locomotive costruite su licenza Davenport Locomotive Works; nel 1955 CLC aveva acquistato la Davenport-Besler Corporation Inc., compreso la sua consociata H. K. Porter Inc. locomotive. Fu costruita per la CPR anche una locomotiva a convertitore di coppia e trasmissione anziché diesel-elettrica che però non ebbe seguito..

### Vendita e chiusura
Dal 26 luglio 1965 CLC non fu più una società canadese indipendente ma divenne una filiale della statunitense Fairbanks, con il nome di Fairbanks-Morse (Canada) Ltd.. La costruzione di locomotive diminuì ulteriormente in quanto la società si diversificò nella produzione di macchinari industriali, motori marini e apparecchiature di pesatura ma ciò non fu sufficiente a salvare l'azienda. Nel giugno 1969 il volume di affari era divenuto insufficiente e portò alla chiusura degli impianti. Nell'agosto 1971 iniziarono le demolizioni. Dopo la rimozione delle sostanze inquinanti industriali nel terreno l'area ove sorgevano gli stabilimenti ospita tre grattacieli con appartamenti e edifici, un hotel e un parco comunale.
La CLC aveva costruito in tutto circa 3000 locomotive ponendosi al secondo posto in Canada dopo MLW..